# New Providence
New Providence város az USA Iowa államában, Hardin megyében. Lakosainak száma 236 fő (2020. április 1.).

## Népesség
A település népességének változása:

| 2010 | 228 |
| 2020 | 236 |